# Бальяни
Бальяни (тур. Balyan, вірм. Պալեաններ) — вірменська династія знаменитих османських архітекторів. Протягом XVIII-XIX століть представники династії служили придворними архітекторами османських султанів; кілька поколінь архітекторів будували та відновлювали палаци, мечеті, кіоски й інші публічні будівлі .

## Представники роду
- Мереметчі Балі (Бален) Калфа
  - Магар
    - Крікор Бальян[tr] (1764-1831) → Согом

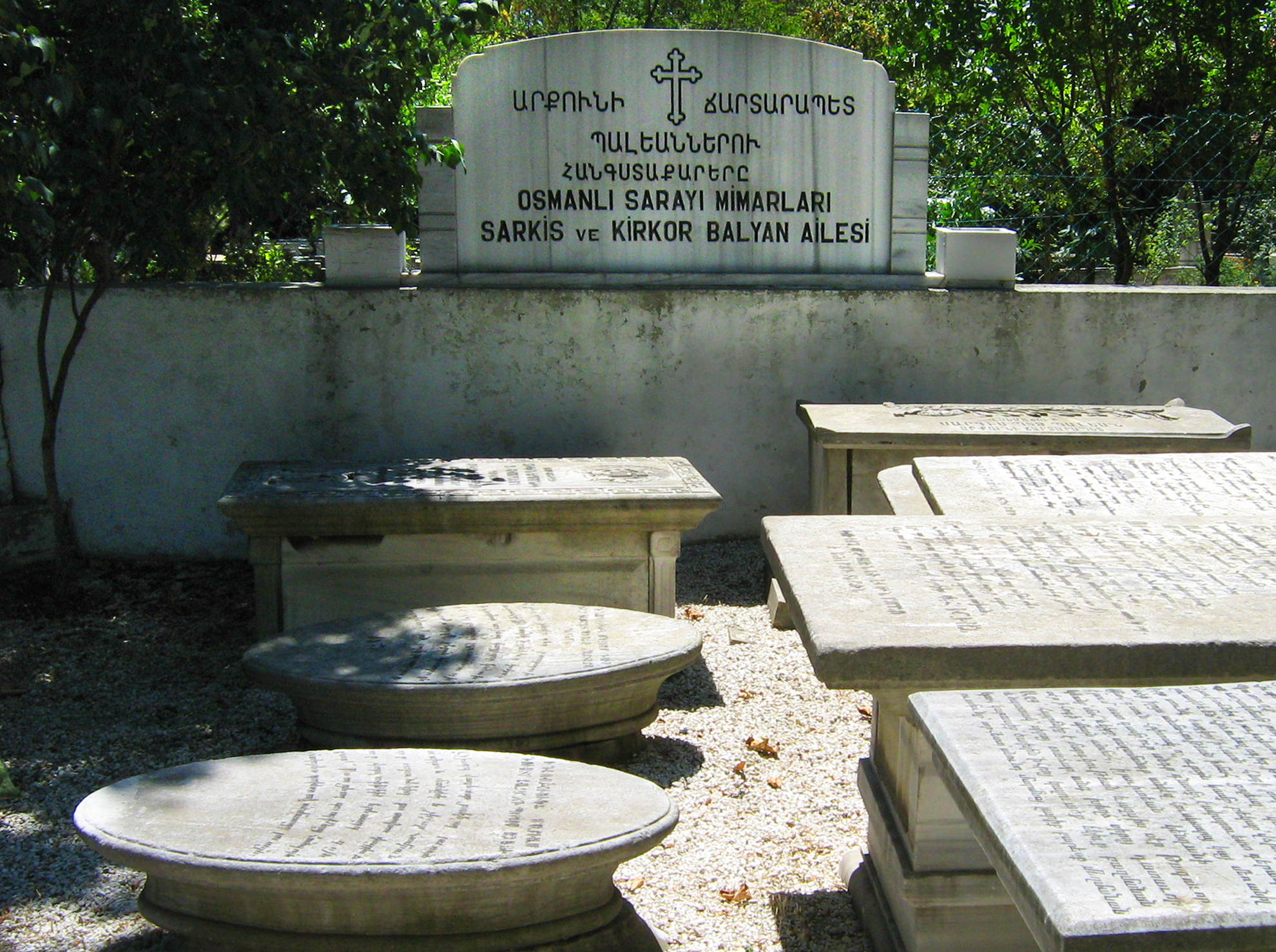
Могили представників династії Бальянів на вірменському кладовищі в Ускюдарі

      - Карапет Бальян (1800-1866) → Назені Бабаян
        - Нікогос Бальян (1826-1858)
          - Левон Бальян[tr] (1855-?)

        - Саркіс Бальян (1835-1899)
        - Акоп Бальян (1838-1875)
        - Симон Бальян (1846-1894)

    - Сенекерім Бальян[tr] (1768-1833)

## Відомі роботи
У списку перераховані будівлі, побудовані, відновлені або спроектовані сімейством Бальянів :

### Султанські резиденції
- Палац Долмабахче (1848-1856)
- Палац Бейлербеї (1861-1865)
- Палац Чираган (1863-1871)
- Кілька будівель Топкапи
- Палац Валіде (в Малтепе)
- Палац дефтердар Султан
- Палац Адиле Султан (1876)
- Палац близнюків в Еюпе
- Палац в Салипазари
- Палац Їлдиз
- Палац Чифтен[tr]
- Палац хюнкара (в Ізміті)
- Балталіманскій яли (прибережний палац)
- Кіоск Аналикавак
- Особняк Есми Султан (1875)
- Павільйон Адиле Султан [tr] (1853)
- Павільйон Ихламур (1849)
- Павільйон Кючюксу (1857)
- Мальтійська кіоск [tr]
- Кіоск султана Махмуда I
- Кіоск хюнкара У Ешілкёе
- Старий кіоск (в Галатасараї)

### Релігійні будівлі
- Топхане мечеті Нусрет
- Мечеть Ортакьой
- Мечеть Долмабахче (мечеть Безміалем Валіде)
- Мечеть Аксрай Валіде
- Мечеть Їлдиз Гамідіє
- Вірменська церква в Ускюдарі
- Вірменська церква в Кайсері
- Вірменська церква в  Бешикташі
- Вірменська церква в  Ортакьой
- Вірменська церква в Куручешме
- Вірменська церква в  Бандирмі
- Церква в Бейоглу
- Церква в Кумкапи

### Виробничі об'єкти
- Ізмітська текстильна фабрика
- Текстильна фабрика Хереке
- Бешиктаська текстильна фабрика
- Шкіряний завод в Бешикташі
- Пороховий завод в Бешикташі
- Металургійний завод в Бешикташі